# C-Show
C-Show（シショウ、1990年3月27日 - ）は、日本の作曲家・DJである。
同人レーベルLick Dom Recordsを運営している。また、t+pazoliteとのコンポーザーユニットであるLite Show Magicとしても活動している。Digz,Inc Group所属。

## 概要
2009年より活動開始。
2012年にコナミアミューズメントより稼働開始した「SOUND VOLTEX BOOTH」の楽曲コンテスト "dj TAKA 楽曲REMIX 1ST STYLE" にて「Tomorrow Perfume (C-Show Remix)」が採用、また同年の "KAC2012オリジナル楽曲コンテスト" でも「PANIC HOLIC」が採用された。
2013年にはt+pazoliteとともにコンポーザーユニットの「Lite Show Magic」を結成。
さらに2015年、音楽プロダクションのDigz,Inc Groupに所属しプロのアーティストとしてもデビュー。

## ディスコグラフィ
アルバム
- HOLIX
- Make Some Noise for Mr.C
- MUSIC (Maozon & C-Show)